# Nikolai Mikhailovich Amosov
Nikolai Mikhailovich Amosov (sinh ngày 6 tháng 12 năm 1913 – mất ngày 12 tháng 12 năm 2002), còn có tên là Mykola Mykhailovych Amosov ( tiếng Ukraina: Микола Михайлович Амосов) là một giáo sư, tiến sĩ, bác sỹ ngoại khoa, nhà phát minh, tác giả, nhà khoa học trong lĩnh vực y khoa và điều khiển sinh học người Liên Xô Ukraina gốc Nga và còn là một người yêu thích các hoạt động thể dục, được biết đến với các thiết kế quy trình phẫu thuật chuyên điều trị các khuyết tật về tim.
Sinh ra trong một gia đình nông dân gốc Nga, ông đã từng tham gia chiến đấu trong Đệ nhị thế chiến. Sau chiến tranh, ông chuyển đến Kyiv, tại đây năm 1965 ông đã viết quyển Tâm tư và trái tim bán chạy hàng triệu bản. Cả cuộc đời ông đã vinh dự được nhận rất nhiều giải thưởng.

## Tiểu sử
Amosov sinh ngày 6 tháng 12 năm 1913 ở làng Olkhovo ở Tỉnh Vologda, Đế quốc Nga trong một gia đình nông dân. Mẹ ông theo nghề hộ sinh tại một ngôi làng gần thành phố Cherepovets. Cha ông từng tham gia chiến đấu trong chiến tranh thế giới thứ nhất và sau khi chiến tranh kết thúc, người cha đã rời khỏi gia đình. Trong giai đoạn 12 đến 18 tuổi, ông theo học tại một trường ở Cherepovnets, sau đó tiếp tục theo học tại trường Cao đẳng Cơ khí.
Năm 1932, ông tốt nghiệp trường Cao đẳng Cơ khí Cherepovets và dành 3 năm theo nghề cơ khí tại nhà máy điện Arkhangelsk với vai trò giám sát ca tại một xưởng cưa. Năm 1934, ông tiếp tục theo học tại Học viện Công nghiệp Thư tín toàn Liên bang. Năm 1935 vào học tại Viện Y học Arkhangelsk. Năm 1939, ông tốt nghiệp Viện Y  và năm 1940, ông tốt nghiệp với bằng xuất sắc của Học viện Công nghiệp Thư tín. Bên cạnh các công tác y khoa, ông vẫn tiếp tục nghiên cứu tại viện thư tín, ông đã dùng một chiếc máy bay lớn sử dụng turbine hơi nước làm đề tài cho luận văn tốt nghiệp của mình.
Trong Đệ nhị thế chiến, ông giữ vai trò bác sĩ phẫu thuật tại một bệnh viện ở Cherepovets. Ông từng làm việc tại ủy ban động viên sau đó giữ vai trò là bác sĩ phẫu thuật chính tại bệnh viện di động dã chiến PPG-2266.
Từ năm 1947 đến năm 1952, ông làm bác sỹ trưởng khoa phẫu thuật tại vùng Bryansk. Năm 1952, ông chuyển đến Kyiv - nơi ông tiếp tục sống trong 49 năm kế tiếp, kể từ thời điểm này ông bắt đầu tích cực tham gia các ca phẫu thuật lồng ngực, thực hiện nhiều công trình khoa học và vào năm 1953, ông bảo vệ thành công luận án tiến sĩ.
Vẫn trong năm 1952, với tư cách là một chuyên gia có tiếng về phẫu thuật lồng ngực, Amosov đến hướng dẫn cho phòng khám phẫu thuật lồng ngực được xây dựng đặc biệt tại Viện Lao và Phẫu thuật Lồng ngực Kyiv. Tại đây ông đã phát triển một số phương pháp phẫu thuật phổi, về sau dần hình thành sự hứng thú với lĩnh vực phẫu thuật tim và trở thành chuyên gia trong cả lĩnh vực gây mê hồi sức - một hướng đi chưa từng xuất hiện ở Liên bang Xô viết vào thời điểm đó.
Ông dần bộc lộ tài năng trên rất nhiều chuyên môn khác nhau: bác sĩ phẫu thuật, sinh lý học, kỹ thuật điều trị, đặc biệt phong phú trong các hoạt động nghiên cứu khoa học, hoạt động tổ chức, thực hành giáo dục và cả hoạt động xã hội.
Amosov là một trong những nhà tiên phong trong việc phổ biến rộng rãi kỹ thuật phẫu thuật điều trị các loại bệnh phổi và các nghiên cứu đã tạo ra nhiều đột phá quan trọng trong lĩnh vực này. Năm 1961, Amosov nhận giải thưởng Lênin cho những đóng góp cho chuyên ngành phẫu thuật phổi.
Trong những giai đoạn tiếp theo, trọng tâm chính trong các công tác của Amosov là về phẫu thuật tim. Năm 1955, ông là người đầu tiên điều trị bệnh tim bằng phẫu thuật tại Ukraine. Năm 1958, ông trở thành một trong những nhân tố tiên phong đưa phương pháp tuần hoàn máu nhân tạo vào ứng dụng thực tiễn tại Liên Xô (năm 1963), ông cũng là người đầu tiên ở Liên Xô thực hiện ca thay van nhân tạo cho van màn nhĩ. Năm 1965, lần đầu tiên trên thế giới ông đã phát minh thành công và đưa vào ứng dụng loại van tim nhân tạo chống huyết khối. Amosov đã đưa ra nhiều phương pháp mới trong việc điều trị các bệnh về tim bao gồm mô hình máy tim phổi nhân tạo. Các công trình phẫu thuật điều trị bệnh tim đã giúp ông giành được Huy chương Vàng Nhà nước Ukraine (1988) (1967, 1982) và Huy chương Bạc (1978) của Triển lãm Thành tựu Kinh tế Liên Xô.
Cơ sở điều trị do chính Amosov thành lập đã thực hiện trên dưới 7000 ca phẫu thuật phổi, hơn 95000 ca phẫu thuật điều trị bệnh tim, trong đó có khoảng 36.000 ca phẫu thuật sử dụng kỹ thuật tuần hoàn máu ngoài cơ thể. 

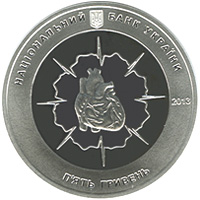
Mặt trước đồng bạc hình quả tim để vinh danh Amosov.

Năm 1983, cơ sở phẫu thuật tim của Amosov đã được tái tổ chức thành Viện Nghiên cứu Phẫu thuật Tim mạch Kyiv và Trung tâm Phẫu thuật Tim mạch Cộng hòa Ukraine. Mỗi năm, viện thực hiện khoảng 3000 ca phẫu thuật tim, trong đó có hơn 1500 ca được thực hiện với kỹ thuật tuần hoàn máu ngoài cơ thể. Amosov trở thành Giám đốc đầu tiên của Viện này, và từ năm 1988, thì trở thành Giám đốc danh dự của Viện.
Năm 1955, Amosov tham gia thành lập và trở thành Chủ tịch khoa Phẫu thuật Lồng ngực đầu tiên tại Liên Xô cho các nghiên cứu sau đại học, sau chuyển sang vị trí Chủ tịch khoa Gây mê. Những phòng khoa này đã đào tạo thành công hơn 700 chuyên gia y tế cho cả Ukraine và các nước cộng hòa khác trong liên bang.

Bên cạnh chuyên môn phẫu thuật, Amosov còn đặc biệt chú ý đến các vấn đề đương đại về điều khiển học (bao gồm cả điều khiển học sinh học, điều khiển học y tế và điều khiển học tâm lý). Trong giai đoạn 1959 đến 1990, ông giữ vai trò trưởng Khoa Điều khiển học Sinh học tại Viện Điều khiển học. Dưới sự dẫn dắt của Amosov, các nghiên cứu ban đầu về khả năng tự điều chỉnh của hệ thống tim mạch đã được tiến hành và các bài toán chẩn đoán bệnh tim bằng hệ thống máy móc tự động đã được nghiên cứu. Việc phát triển và tạo ra các mô hình sinh lý của "môi trường nội tại", mô hình hóa bằng máy tính các chức năng tâm lý cơ bản và một số cơ chế tâm lý-xã hội của hành vi con người cũng đã được thực hiện. Cách tiếp cận sáng tạo và quan điểm độc đáo của Amosov đã được công nhận rộng rãi trong nước và quốc tế. Với các nghiên cứu trong lĩnh vực điều khiển học sinh học, ông đã được trao Giải thưởng Nhà nước của Ukraine vào các năm 1978 và 1997.

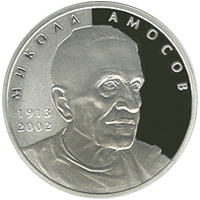
Mặt sau của đồng bạc 5hryvnia, Ngân hàng quốc gia Ukraine, năm 2013.

Trong cuộc bầu cử lập pháp Liên Xô năm 1989, Amosov đã trúng cử vào Đại hội Đại biểu Nhân dân Liên Xô với tư cách là ứng viên độc lập ở Kyiv (ông đã tuyên bố ủng hộ Phong trào Nhân dân Ukraine ).  Amosov tin rằng xã hội kiểu phương Tây phải trở thành hình mẫu lý tưởng cho Liên Xô.
Amosov là tác giả của hơn 400 công bố khoa học trong đó có 19 chuyên khảo. Một số chuyên khảo sau này đã được tái bản ở Hoa Kỳ, Nhật Bản, Đức và Bulgaria.
Trong Viện của mình, Amosov đã hướng dẫn bảo vệ 40 bằng bác sĩ và hơn 150 luận án tiến sĩ khoa học. Nhiều cá nhân trong số đó đã trở thành các thế hệ lãnh đạo của các trung tâm khoa học lớn ở Cộng hòa Xã hội Chủ nghĩa Ukraine và các nước cộng hòa khác của Liên Xô. Điều đáng chú ý là dưới sự dẫn dắt của Amosov, một trong số các học trò của ông là Viktor Skumin đã phát hiện ra một chủng bệnh trước đây chưa từng được biết đến hiện được gọi là hội chứng Skumin (một hội chứng rối loạn của hệ thần kinh trung ương của một số bệnh nhân thời kỳ hậu phẫu thuật cấy ghép van tim nhân tạo)..
N. Amosov là thành viên của Ban Chủ tịch Hội phẫu thuật và tim mạch Ukraine, Hội phẫu thuật và tim mạch Quốc tế, Hội phẫu thuật Quốc tế và Cộng đồng phẫu thuật Tim mạch Quốc tế, Hội Y học Điều hành Quốc tế, Hội Điều khiển học Y học Quốc tế, Hội đồng Khoa học về Điều khiển học của Ukraina, và còn là thành viên của các Hội đồng biên tập của nhiều tạp chí trong nước và nước ngoài.
Các công trình khoa học đồ sộ cùng với các hoạt động xã hội nổi trội đã giúp ông 5 lần trở thành thành viên của Soviet Tối cao Liên Xô.

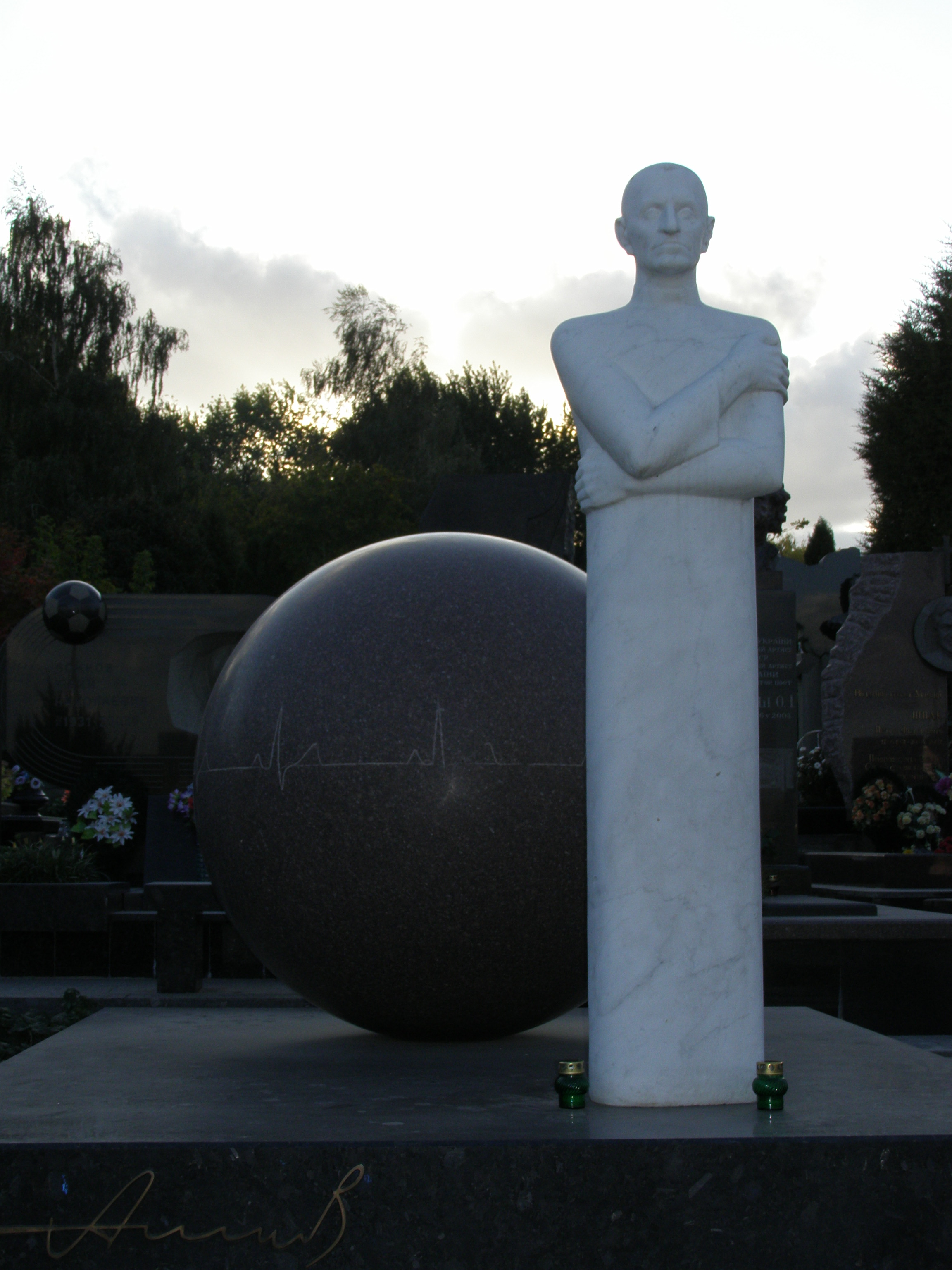
Nơi an nghĩ cuối cùng của Amosov tại nghĩa trang Baikovo, thành phố Kyiv.

Dựa trên lời của chính ông, các nghiên cứu khoa học của Amosov theo thời gian đã đi vào các hướng sau đây:
1. Các hệ thống điều hòa của cơ thể - từ tuần hoàn máu, qua các hệ thống nội tiết và hệ thống thần kinh đến vỏ não.
2. Cơ chế của tâm trí và trí tuệ nhân tạo.
3. Tâm lý học và các mô hình nhân cách.
4. Xã hội học và các mô hình của xã hội.
5. Các vấn đề toàn cầu của nhân loại.

Amosov còn được biết đến rộng rãi với tư cách là một tác giả. Các tác phẩm và tiểu luận của ông "Tâm tư và trái tim", "Những ghi chú từ tương lai", "PPG-2266. Ghi chú của bác sĩ phẫu thuật chiến trường", "Quyển sách về hạnh phúc và đau khổ", "Tiếng nói của thời đại", "Trí tuệ nhân tạo", "Hệ thống sức khỏe của tôi" đã được tái bản nhiều lần ở cả Ukraine và quốc tế.
Amosov còn được biết đến với các bài tập thể chất theo quy trình do ông thiết kế với các chức năng hỗ trợ chữa lành cột sống, giảm đau lưng, tăng cường cơ bắp, kéo dài tuổi thọ với chuỗi bài tập 1000 động tác mang tên ông.

## Di sản

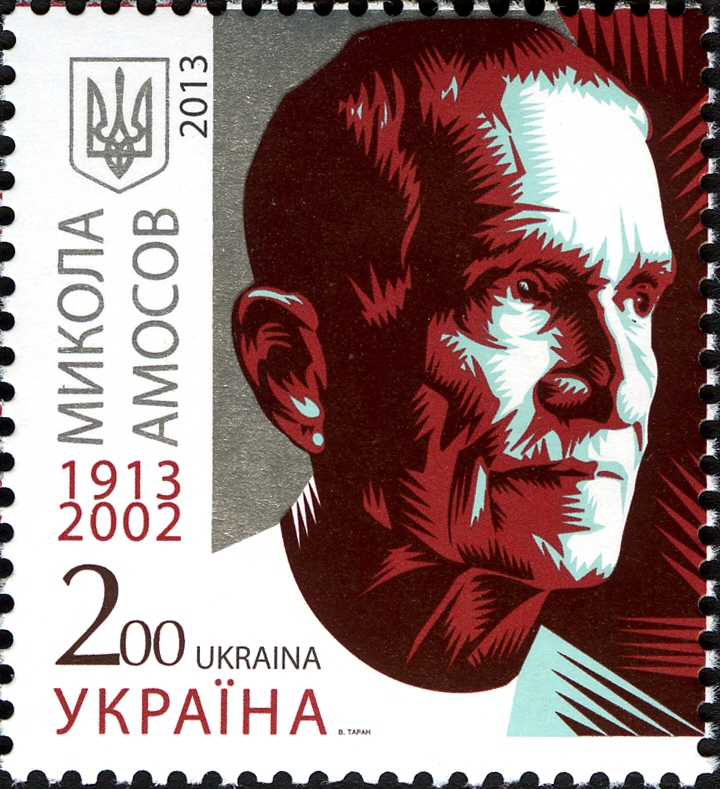
Tem Ukraine năm 2013

Theo quyết định số 128-p ngày 12 tháng 3 năm 2003 của Nội các Ukraine, Viện Phẫu thuật Tim mạch của Viện Hàn lâm Khoa học Y tế Ukraine đã được đặt theo tên của Amosov.
Năm 2003, một con đường ở Kyiv được đặt theo tên của Amosov và Viện Hàn lâm Khoa học Quốc gia Ukraine đã thành lập Giải thưởng Mykola Amosov trao cho những công trình khoa học quan trọng trong lĩnh vực phẫu thuật tim mạch và cấy ghép.

## Danh hiệu và giải thưởng
Amosov là đã nhận được nhiều danh hiệu bao gồm Anh hùng Lao động xã hội chủ nghĩa, hai Huân chương Lênin, Huân chương Chiến tranh yêu nước, hai Huân chương Sao đỏ và Giải thưởng Lênin cao quý. Năm 2008, ông được công nhận là người đứng thứ hai sau Yaroslav I Khôn ngoan bởi một cuộc thăm dò dư luận được tiến hành cho chương trình truyền hình "Những người Ukraine vĩ đại nhất".